# Xochipala
Xochipala és un poble mexicà de l'estat de Guerrero, del municipi d'Eduardo Neri situat a 1.070 m sobre el nivell del mar i amb 3.197 habitants.
Xochipala és conegut pel turisme, perquè rep molts visitants al jaciment arqueològic de La Organera, on hi ha ruïnes de la cultura olmeca, perquè hi hagué molta influència d'aquesta i altres cultures al municipi d'Eduardo Neri.
L'"estil Xochipala" es refereix a l'art mesoamericà de les figuretes del preclàssic que mostren un naturalisme sorprenent i una expressivitat facial subtil i vivaç, d'una maduresa que només es troba molt més tard en l'art de Veracruz i dels maies. Provenen de saqueigs o de troballes accidentals; la recerca arqueològica encara n'ha de començar.

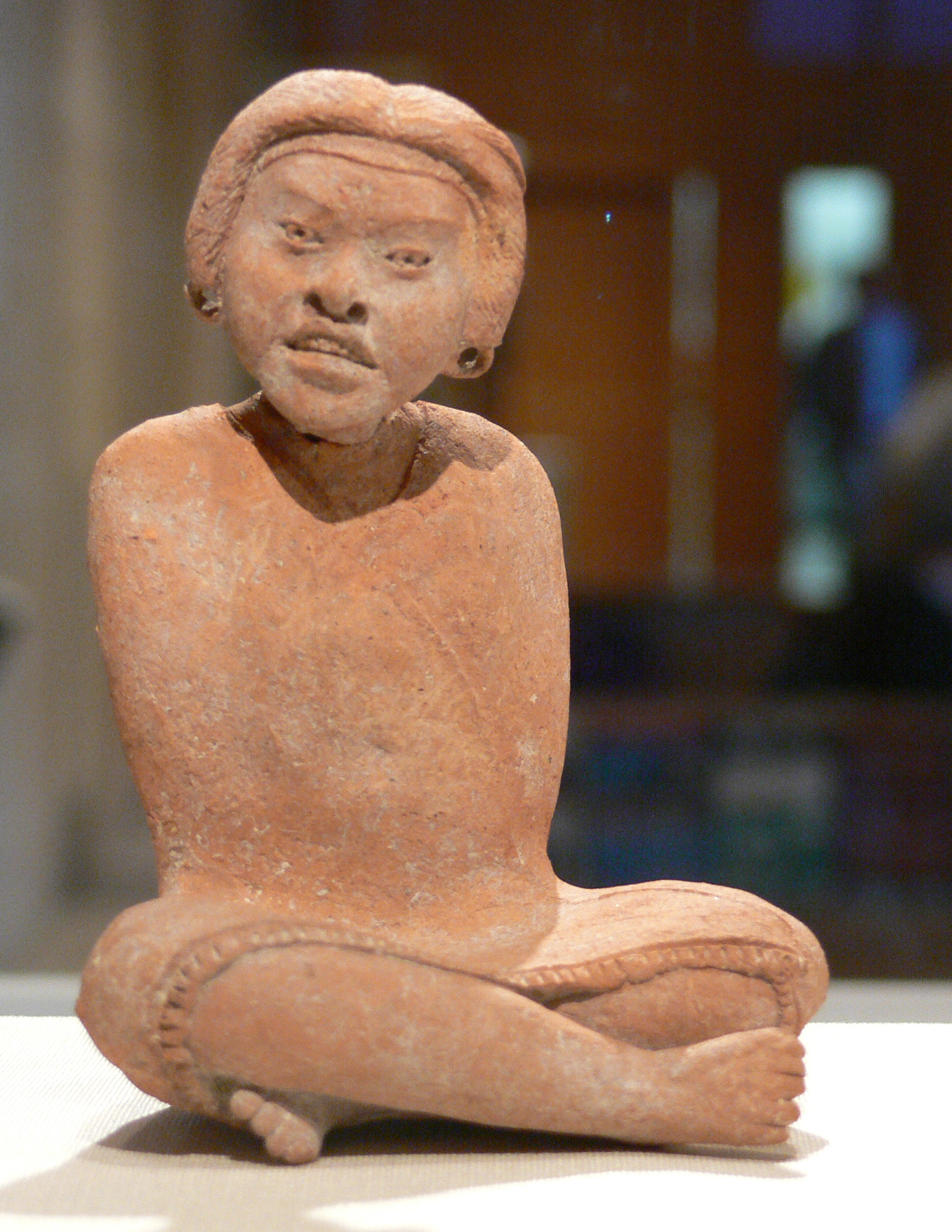
Dona asseguda, 11 cm d'alçada, Museu Kimbell, Estats Units